# Димитър Вангелов
Димитър Вангелов е български зограф от Македония от втората половина на XIX век.

## Биография
Роден е в южномакедонското ениджевардарско село Петрово, тогава в Османската империя, днес Агиос Петрос, Гърция. Учи при ениджевардарския зограф Божин Стаменитов (Емануил Стаматиадис). Вангелов познава добре зографския занаят, но възможностите му са скромни.
Икона триптих на Димитър Вангелов Умиление Христово и други светци от 1890 година е запазена в църквата „Свети Илия“ във Витолище. Подписът на Димитър е на гръцки: „Χειρος Διμιτριου Ευανγγελου εκ Χορου Πετροβου 1890“.
Една негова, сравнително голяма икона (74 х 50 cm) на Светите братя Кирил и Методий е запазена в църквата „Свети Илия“ във Фурка. Кирил и Методий са в обичайната си поза, а Исус Христос е представен в цял ръст, следван от два херувима. Сигнатурите са „Святіи Кириллъ Святіи Меθоди“, а дарителският надпис: „Се исподарува сиа икона за вечно спомнение отъ бабата Доста Ристу Цимова отъ село Богданци“. В десния долен ъгъл е зографският надпис „Изъ руки Димитріа Ванг. отъ село Петрово 1894“.
Икона „Света Богородица с Христос“ от 1897 година на Димитър Вангелов се намира в църквата „Свети Георги“ в Гусине, Черна гора.
Работи в Солунско. Негови творби има запазени в Гумендже, в „Свети Атанасий“ в Църна река (Карпи), в „Успение Богородично“ в Купа, в „Свети Георги“ в Драгомирци (Вафиохори), в „Свети Димитър“ в Боймица (Аксиуполи), в „Свети Димитър“ в Кушиново (Полипетро), в „Успение Богородично“ в Оризарци (Ризия), в „Св. св. Петър и Павел“ в Тушилово (Статис), в „Свети Йоан Богослов“ в Аматово (Статис), в „Св. св. Константин и Елена“ в Казаново (Котили) и в „Св. св. Петър и Павел“ в родното му Петрово.